# Полынь самоедов
Полынь самоедов (лат. Artemisia samoiedorum) — вид двулетних травянистых монокарпических растений рода Полынь семейства Астровые, или Сложноцветные (Asteraceae).

## Ботаническое описание
Травы, опушённые белёсыми смятыми волосками. Стебель ветвистый от основания или простой, буровато-фиолетового цвета, в высоту достигает 30 см.
Все листочки на черешках, без ушек. Листовые пластинки однократно или дважды перистые, реже трижды рассечённые. Кончики листьев узколанцетной формы с расширением у верхушки.
Корзинки диаметром от 6 до 10 мм бывают посажены одиночно на веточки или собраны в кистевидные соцветия. Обёртки снаружи покрыты волосками. Листочки обёртки бурого цвета, с расщеплёнными краями, снаружи яйцевидной и узко-обратно-яйцевидной формы с зелёной серединкой, средние листочки широко-обратно-яйцевидные, внутри широко-пленчатые.
Цветоложе обычно голое, реже волосистое. По краям цветки пестичные, количеством около 15. Внутренние цветки обоеполые и многочисленные. Все цветки имеют слабожелезистые венчики. Рыльца с реснитчатыми на верхушке лопастями.
Плоды — сухие семянки длиной примерно 1,2 мм, продолговатые, обратно-яйцевидной формы.
Содержит эфирное масло.

## Распространение и местообитания
Эндемик Сибири. Встречается в Красноярском крае, на плато Путорана.
Приенисейский узко-эндемичный вид, ареал ограничен низовьем Енисея, от устья Курейки до Бреховских островов.
Обитает в тундре и лесотундре. Произрастает на песчано-галечниковых откосах берегов рек, предпочитает селиться в поймах на наносах.
Вид числится в Красной книге Красноярского края, статус вида неопределённый.